# 格林埃克斯 (印地安納州)
格林埃克斯（英語：Green Acres）是位於美國印地安納州萊克縣的一個非建制地區。該地的面積和人口皆未知。